# 久賀大雅
久賀 大雅（くが たいが、旧芸名；野上 哲也<のがみ てつや>、1939年2月20日 - ）は、大阪府出身の俳優。芸能プロダクション 10Ants所属。

## 出演

### テレビドラマ
- 大岡越前（TBS / C.A.L）
  - 第1部 第11話「呑舟先生はどこだ」（1970年5月25日）- 相模屋の子分
  - 第6部 第26話「謎の連続殺人事件」（1981年8月30日）
- 水戸黄門シリーズ（TBS / C.A.L）
  - 第4部
    - 第1話「旅立ちの歌 -水戸・江戸-」（1973年）- 浪人
    - 第14話「落ちて来たおしら様　-弘前-」（1973年）- 山目付

  - 第6部
    - 第23話「あっぱれ武士道 -尾張-」（1975年） - 外村の配下

  - 第9部
    - 第2話「死を賭けた武士道 -いわき-」（1978年） - 松田の用人

  - 第11部
    - 第2話「夏祭り姫君暗殺計画 -二本松-」（1980年） - 工藤兵助
    - 第14話「河豚にあたった若旦那 -仙台-」（1980年） - 漁師

  - 第12部
    - 第21話「湯気に隠れた悪企み -山中-」（1982年） - 水夫

  - 第13部
    - 第1話「天下を狙う忍びの罠 -水戸・江戸-」（1982年） - 供侍
    - 第10話「尾張名古屋の妖怪退治 -尾張-」（1982年） - 巡察の武士

  - 第15部 第22話「悲願叶えた火焔剣 -三日月-」（1985年） - 松江藩士
  - 第16部
    - 第19話「泣く子にゃ勝てぬ悪企み -福井-」（1986年） - 役人
    - 第26話「おてんば姫君七変化 -亀田-」（1986年） - 役人
    - 第33話「夢を紡いだ紙の布 -白石-」（1986年） - 役人

  - 第18部 第19話「幸せ運んだ子守唄 -島原-」（1989年）
  - 第25部 第35話「武士道を捨てた男 -石巻-」（1997年） - 滝沢九右衛門
  - 第29部 第1話「将軍が最も恐れた男-江戸-」（2001年4月2日） - 堀田筑前守正俊
- 必殺シリーズ（ABC / 松竹）
  - 必殺からくり人・血風編 第7話「恨みに棹さす紅い精霊舟」（1976年） - 仁介
  - 江戸プロフェッショナル 必殺商売人 第10話「不況に新商売の倒産屋」（1978年） - 勘助
  - 必殺仕事人
    - 第65話「散り技花火炸裂乱れ斬り」（1980年） - 田村
    - 第77話「盗み技背面逆転倒し」（1980年） - 同心青木
    - 第84話「散り技仕事人危機激進斬り」（1981年） - 伝次

  - 新・必殺仕事人
    - 第1話「主水腹が出る」（1981年） - 藤兵衛
    - 第14話「主水 悪い夢を見る」（1981年）- 原一作
    - 第40話「主水ケチに感心する」（1982年） - 小森平蔵
    - 第50話「主水金魚の世話する」（1982年） - 信吉

  - 新・必殺仕舞人 第1話「草津湯煙 血の煙」（1982年） - 熊
  - 必殺仕事人III
    - 第13話「上役の期待を裏切ったのは主水」（1983年） - 河合
    - 第23話「ギックリ腰で欠勤したのは主水」（1983年） - 吉兵衛

  - 必殺仕事人IV 第1話「主水 悲鳴をあげる!」（1983年10月21日） - 旗野
  - 必殺仕切人 第5話「もしも鳥人間大会で優勝したら」（1984年） - 田所
  - 必殺橋掛人 第13話「子連れ刺客の魔剣を探ります」（1985年） - 萩野
  - 必殺仕事人V・激闘編
    - 第15話「主水、卵ひな人形こわす」（1986年）- 泰源
    - 第24話「主水、上方の元締と決闘する」（1986年） - 辰
    - 第33話「主水、裏ワザで勝負する」（1986年） - 戸田伝八郎

  - 必殺まっしぐら! 第5話「相手は仙台のワル家老」（1986年）-横田仙十郎
  - 必殺仕事人V・旋風編 第3話「主水、殺人ツアーに出かける」（1987年） - 藤尾亮憲
  - 必殺仕事人・激突! 第7話「江戸繁盛の裏の顔」（1991年） - 同心 片桐
- 鬼平犯科帳 第3シリーズ 第14話「二つの顔」（1992年3月25日、フジテレビ / 松竹）
- 暴れん坊将軍シリーズ
  - 暴れん坊将軍VIII
    - 第9話「彼女を賭けた決闘」（1997年） - 水澤右京
- 剣客商売（フジテレビ）
  - 第1シリーズ 第3話 「まゆ墨の金ちゃん」（1998年） - 村垣主水 役
  - 第4シリーズ 第10話「剣の師弟」（2003年） - 丸屋勘蔵 役

### 映画
- 幸福のスイッチ（2006年、東京テアトル）

### オリジナルビデオ
- 日本暴力地帯（1997年、オールイン エンタテインメント）
- 必殺始末人II〜乱れ咲く女役者の夢舞台〜（1997年） - 浪速屋宗兵衛
- 首領への道・8（1999年、オールイン エンタテインメント） - 導侠会会長 荒川辰造

### テレビアニメ
- じゃりン子チエ（1992年） - 極楽商事社長